# Kortekeer

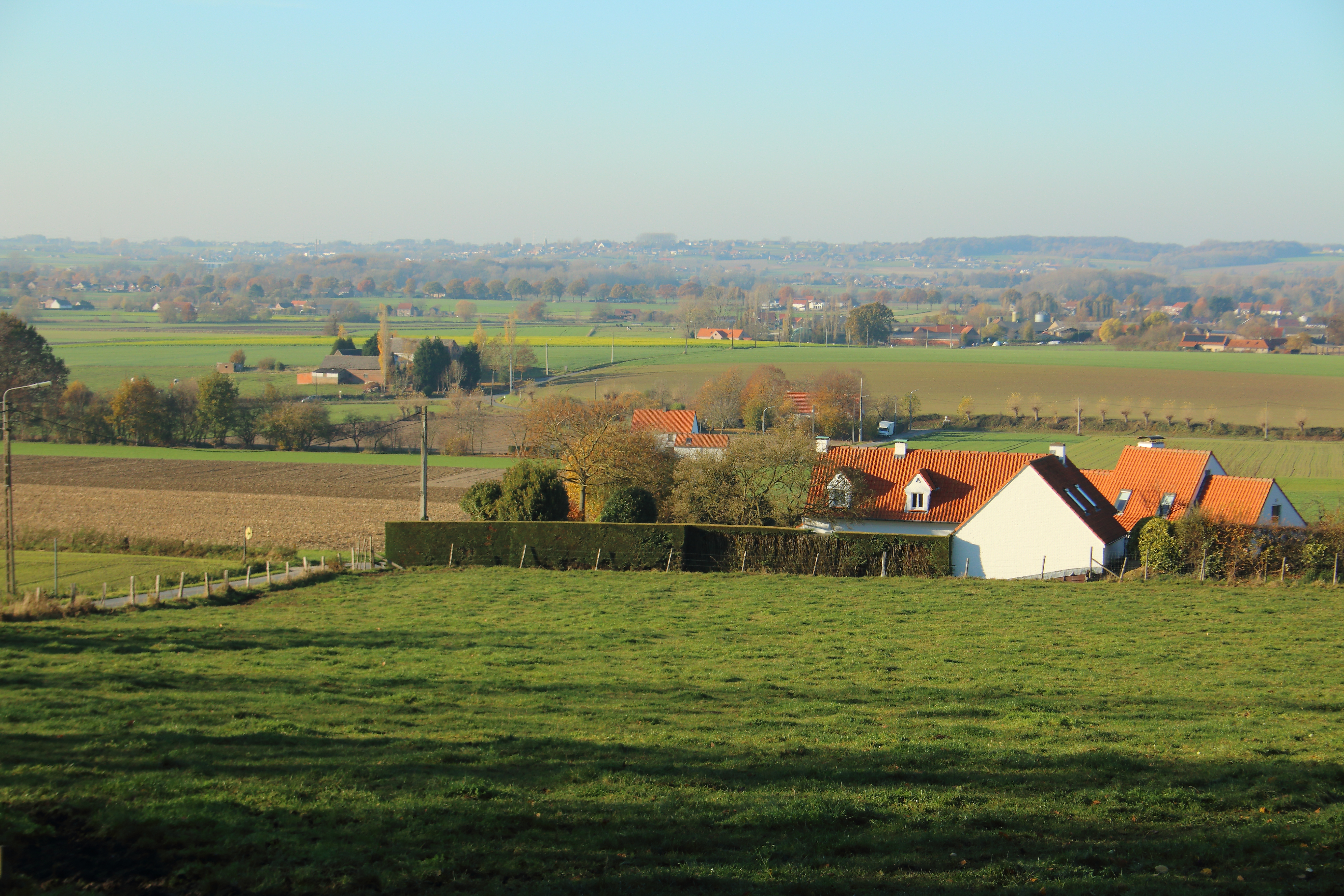
Zicht vanop de Kortekeer

De Kortekeer is een straatnaam en helling in Maarkedal bekend van de wielerklassieker Ronde van Vlaanderen. Het is een smalle asfaltweg die maximaal 17,1% stijgt.
Op 11 juni 1938 lag hier het epicentrum van een van de krachtigste aardbevingen in België, namelijk 5,5 op de schaal van Richter.

## Wielrennen
De Kortekeer werd sinds 1988 reeds 21 maal (1988-1990, 1995-2001, 2007, 2014-2023) beklommen. De Kortekeer werd altijd (tot 2001) gesitueerd tussen de Paterberg en de Taaienberg. De Kortekeer diende in de periode tot en met 2007 meestal als vervanger voor de Koppenberg toen deze vanaf 1988-2001 en in 2007 uit het parcours geweerd werd.
De Kortekeer keerde in 2007 terug in het parcours van de Ronde van Vlaanderen na een afwezigheid van zes jaar. In 2007 ligt ze tussen de Paterberg en de Steenbeekdries.
In de periode 2014-2017 en 2020-2023 ligt ze tussen de 1e klim van de Oude Kwaremont en de Eikenberg.
In 2018 wordt ze gesitueerd tussen Oude Kwaremont en Edelareberg.
In 2019 ligt ze tussen Oude Kwaremont en Ladeuze.
In 2024 doet de Ronde de Kortekeer niet aan.
De Kortekeer is ook vaker opgenomen in de Driedaagse van De Panne-Koksijde, Dwars door Vlaanderen, de E3 Prijs Harelbeke en Dwars door de Vlaamse Ardennen.